# Casa Riera
La Casa Riera és una obra del municipi de Granollers (Vallès Oriental) inclosa en l'Inventari del Patrimoni Arquitectònic de Catalunya.

## Descripció
És un edifici aïllat, del tipus ciutat-jardí, es troba junt a la carretera de Mataró. Està compost per una planta baixa, un pis i unes golfes amb coberta plana i a dues vessants. Una torre mirador, acabada amb merlets, ens crida l'atenció.
A la façana de ponent hi ha una galeria de doble alçada oberta i limitada per grans columnes de planta quadrada i amb un gran entaulament. Els elements formals i decoratius li donen un caràcter eclèctic.

## Història
Està situada als afores de la ciutat, molt a prop del barri de la Torreta, barri obrer que pertany al municipi de La Roca del Vallès.